# 接觸性皮炎
接觸性皮炎（contact dermatitis）旧称毒性皮炎（dermatitis venenata），是皮肤或黏膜接触某些外源性物质后，在接触部位发生的境界清楚的急性或慢性炎症反应。
接觸性皮炎的原因可能是過敏（过敏性接触性皮炎）或外部刺激（刺激性接触性皮炎），而後者較常見。斑贴试验是常見的診斷方法。

## 症狀
所有接触性皮炎都会导致劇烈的瘙痒，同時伴隨程度不一的皮疹。皮疹僅見於与物质接触的皮膚区域，但病情發展嚴重時會出现在皮肤较厚或与物质接触较少的地方，讓人產生皮炎蔓延的錯覺。接触性皮炎導致的皮疹並不會傳染給身體其他部位或他人。

## 病因
刺激性接触性皮炎通常是由於化学物质直接傷害皮肤所引發的，比普通的瘙痒更痛苦。這些刺激性物质包括强酸、强碱、强皂和一些植物（如一品红、胡椒、生漆）。尿液和唾液等体液的刺激也可以是病源。不同物质引發接触性皮炎的時間也不同。一些人即使是使用非常温和的肥皂，仍然有可能罹患此病。过敏性接触性皮炎是過敏反應，需要確認過敏源。

## 治療
首先必須停止與导致问题的物质接触。此後皮膚发红的狀況通常會在一個星期之後消失，水疱結痂之後殘留的疤痕、瘙痒和皮肤的暂时增厚的持续時間在数天至数周間不等。
與此同時，可以通過口服止癢藥物來緩解瘙癢，瘙癢嚴重可口服抗组胺药羟嗪或苯海拉明。用纱布（或醋酸铝溶液）冷敷患處、在患處塗抹氢化可的松、皮質類固醇也可緩解皮炎。